# 브로니스와프 게레메크
브로니스와프 게레메크(폴란드어: Bronisław Geremek, 본명: 베냐민 레베르토프(Benjamin Lewertow), 1932년 3월 6일 ~ 2008년 7월 13일)는 폴란드의 역사가, 정치인이다. 1991년부터 2001년까지 폴란드 의회 의원을, 1997년부터 2000년까지 폴란드 외무부 장관을, 2000년부터 2001년까지 자유연합 대표를, 2004년부터 2008년까지 유럽 의회 의원을 역임했다.

## 생애 초반과 교육
브로니스와프 게레메크는 1932년 3월 6일 바르샤바에서 베냐민 레베르토프라는 이름으로 태어났다. 그의 아버지인 보루흐 레베르토프는 모피 상인이었는데 아우슈비츠 강제 수용소에서 살해당했다. 베냐민 레베르토프는 자신의 어머니인 스하르차와 함께 1943년에 바르샤바 게토에서 탈출되어 스테판 게레메크의 보호를 받았다. 게레메크는 나중에 브로니스와프의 어머니와 결혼했고 브로니스와프는 로마 가톨릭 전통에서 더 자랐다. 게레메크는 성인이 되어 자신을 유대인도 가톨릭교도도 아니라고 생각했다. 그의 할아버지는 마기드였고 유대인이었던 그의 형인 제리는 미국 뉴욕에 거주했다. 폴란드에 거주했던 게레메크의 아들들은 로마 가톨릭교도이다.
게레메크는 1954년에 바르샤바 대학교 역사학과를 졸업했고 1956년부터 1958년까지 프랑스 파리에 위치한 고등연구실습원에서 대학원 과정을 마쳤다. 게레메크는 1960년에 박사 학위를 받았고 1972년에는 폴란드 과학 아카데미에서 박사 학위를 받았다. 게레메크는 1989년에 부교수로 임명되었다.
게레메크의 학문적 연구의 주요 영역은 문화사, 중세 유럽 사회의 역사에 대한 연구였다. 그의 학문적 업적은 10개 언어로 번역된 책 뿐만 아니라 수많은 논문과 강의가 포함되었다. 1960년에 공개된 박사 학위 논문은 매춘을 포함한 중세 파리의 노동 시장에 관한 것이었다. 1972년에 공개된 박사후 논문은 중세 파리의 지하 세계 그룹에 관한 것이었다.
게레메크는 1955년부터 1985년까지 폴란드 과학 아카데미 역사 연구소에서 근무했다. 그러나 1960년부터 1965년까지 파리 소르본 대학교의 강사로 재직했으며 폴란드 문화 센터의 소장으로 재직했다. 게레메크는 볼로냐 대학교, 위트레흐트 대학교, 소르본 대학교, 컬럼비아 대학교, 와세다 대학교, 크라쿠프에 있는 야기에우워 대학교에서 명예 학위를 받았다. 게레메크는 1992년에 콜레주 드 프랑스의 객원 교수로 임명되었다.
게레메크는 유럽 학술원, 국제펜클럽, 유럽 문화 협회, 콜레기움 인비시빌레를 비롯한 수많은 협회의 회원이었다. 게레메크는 사망할 때까지 유럽 대학교 유럽 문명학 석좌교수를 역임했다.

## 정치 경력
게레메크는 1950년에 폴란드 통일노동자당에 입당했으며 바르샤바 대학교에서 기본당 조직 제2서기를 지냈다. 그러나 1968년에 바르샤바 조약 기구의 체코슬로바키아 침공에 항의하여 탈당했다. 게레메크는 1970년대에 폴란드 민주화 운동의 주요 인물 가운데 한 사람으로 여겨졌고 1978년에는 교육 과정 협회를 공동 창립하여 강의를 진행했다. 게레메크는 미국 워싱턴 D.C.에 위치한 윌슨 센터에서 회원으로 활동하던 동안에 자신을 로널드 레이건, 레인 커클랜드에게 소개시켜준 에드워드 로니 장군을 만났다.
게레메크는 1980년 8월에 그단스크에서 일어난 노동자 시위 운동에 참여했고 레흐 바웬사가 설립한 독립자치노동조합 '연대'(솔리다르노시치)의 자문위원 가운데 한 사람이 되었다.  게레메크는 1981년에 열린 제1차 솔리다르노시치 전국회의 프로그램 위원회 의장으로 선출되었으나 1981년 12월에 폴란드 정부의 계엄령 선포를 계기로 수감되었다. 1982년 12월에 석방된 게레메크는 다시 한번 레흐 바웬사와 긴밀히 협력하면서 솔리다르노시치 지하 조직의 고문으로 활동했으나 1983년에 폴란드 정부에 의해 체포되었다.
게레메크는 1987년부터 1989년까지 폴란드의 평화적·민주적 변혁을 위한 제안을 준비한 시민위원회의 정치개혁위원회 지도자로 활동했다. 게레메크는 1989년에 폴란드 정부와 솔리다르노시치 사이에 열린 폴란드 원탁회의에서 중요한 역할을 했다. 게레메크는 민주연합(나중에 자유연합에 합병됨)의 창립자 가운데 한 사람이 되었고 1990년부터 1997년까지 민주연합 원내대표를 역임했다. 레흐 바웬사 대통령은 1991년 폴란드 총선거 이후에 게레메크에게 새 정부를 구성할 것을 요청했으나 거절했고 얀 올셰프스키가 총리로 임명되었다.
게레메크는 1989년부터 2001년까지 폴란드 하원 의원, 자유연합 정치평의회 의장을 지냈다. 1989년부터 1997년까지 폴란드 의회 외교위원회 위원장을 역임했고 1989년부터 1991년까지 헌법위원회 위원장을, 2000년부터 2001년까지 유럽법위원회 위원장을 지냈다. 1997년에 실시된 폴란드 총선거에서 연대 선거 운동과 자유연합 간의 연립 정부가 수립되면서 게레메크는 2000년까지 예지 부제크 총리 밑에서 외무부 장관을 역임했다. 1998년에 폴란드가 유럽 안보 협력 기구 의장국을 맡으면서 게레메크는 의장을 역임하게 된다. 1999년 3월에는 폴란드의 북대서양 조약 기구 가입에 관한 조약에 서명했다.
게레메크는 폴란드가 유럽 연합에 가입한 직후인 2004년 6월에 실시된 유럽 의회 선거에서 바르샤바에서 가장 많은 표를 얻어 자유연합 후보로 선출되었다. 게레메크는 유럽 의회에서 그유럽을 위한 자유민주동맹 소속 의원을 역임했다. 게레메크는 유럽의 정체성을 명확히 하고 유럽이 국가로서 뿐만 아니라 개인으로서 그들에게 가져다 줄 수 있는 혜택을 사람들이 믿어야 할 필요성을 느꼈지만 유럽에 대한 생각을 크게 신봉했다.
게레메크는 2007년 4월에 폴란드에서 제정된 정화법에 따라 공산당 비밀경호국에 협력한 적이 없다고 선언했다. 그러나 폴란드 헌법재판소는 2007년 5월에 70만 명에 달하는 폴란드인들이 옛 공산주의 정권 하에서 비밀경호국에 협력한 적이 없음을 증명하는 선언서에 서명하도록 의무화한 조항을 포함한 새로운 법률의 대부분을 기각했다. 게레메크는 2006년부터 2008년까지 유럽을 위한 장 모네 재단의 이사장을 역임했다. 게레메크는 유엔 의회 설립 캠페인의 지지자이기도 했다.

## 사망과 추서
게레메크는 2008년 7월 13일에 비엘코폴스카주 노비토미실 근처 루비엔에 위치한 국도 제2호선에서 일어난 교통사고로 사망했다. 게레메크의 장례식은 바르샤바 성 요한 대성당에서 국장 형식으로 거행되었다. 게레메크의 장례식에는 레흐 카친스키 대통령, 도날트 투스크 총리, 리샤르트 카초로프스키, 레흐 바웬사, 알렉산데르 크바시니에프스키 전 대통령 등이 참석했다.
2009년 1월에는 유럽 의회가 루이제 바이스 빌딩 주변에 위치한 광장을 브로니스와프 게레메크의 이름을 딴 "브로니스와프 게레메크 아고라"로 명명했다. 2009년 4월 21일에는 브로니스와프 게레메크 아고라 개장식이 거행되었다.

## 상훈
- 아카데미 프랑코포니 그랑프리
- 벨기에 레오폴 2세 훈장 대십자 기사단
- 프랑스 레지옹 도뇌르 훈장
- 독일연방공화국 공로장 대십자장
- 1997년 리투아니아 게디미나스 훈장 사령관장
- 1998년 카롤루스 대제상
- 2002년 폴란드 백수리 훈장
- 2002년 에스토니아 테라 마리아나 십자훈장 대십자장
- 2004년 라트비아 3성 훈장